# La Roche-Canillac
 La Roche-Canillac  (en occitano La Ròcha Canilhac) es una comuna y población de Francia, en la región de Lemosín, departamento de Corrèze, en el distrito de Tulle. Es la cabecera del cantón de su nombre.
Su población en el censo de 2008 era de 174 habitantes. Con una superficie de 3,02 km², es la comuna menos extensa del departamento.
Está integrada en la Communauté de communes du Doustre et du Plateau des Étangs.

## Demografía
| 315 | 282 | 214 | 185 | 186 | 164 | 174 |
| Para los censos de 1962 a 1999 la población legal corresponde a la población sin duplicidades (Fuente: INSEE [Consultar]) |     |     |     |     |     |     |